# Ulica Piekoszowska w Kielcach
Ulica Piekoszowska - jedna z ulic w Kielcach. Na odcinku od ulicy Malików do granicy miasta z gminą Piekoszów ulica ta stanowi fragment drogi wojewódzkiej nr 786.
Jest to jedna z najdłuższych ulic w Kielcach z długością ponad 5,3 km.

## Przebieg
Ulica Piekoszowska zaczyna się na skrzyżowaniu z ul. Romualda Mielczarskiego. Później krzyżuje się m.in. z ulicami Jagiellońską, Grunwaldzką i Malików. Kończy się na granicy miasta ze Szczukowskimi Górkami znajdującymi się w gminie Piekoszów.

## Przebudowy ulicy Piekoszowskiej
W 2016 roku wyremontowano skrzyżowanie ulic Piekoszowskiej i Jagiellońskiej, które zamieniono na rondo.
Pod koniec czerwca 2018 roku wyremontowano fragment ulicy Piekoszowskiej od ulicy Grunwaldzkiej do ulicy Podklasztornej (Os. Pod Dalnią). Nawierzchnię wybudowano od podstaw oraz wyremontowano zatoczki autobusowe. Pierwotnie inwestycja miała zakończyć się w sierpniu 2018 roku, jednak ostatecznie oddana została pod koniec listopada 2018 roku. Koszt inwestycji wyniósł 4,3 mln zł.
W 2015 roku wybudowano pętlę autobusową niedaleko granicy miasta z Szczukowskimi Górkami.
Również w listopadzie 2018 roku oddano do użytku fragment ulicy Piekoszowskiej od ulicy Malików do ulicy Grunwaldzkiej. W ramach tej inwestycji kompleksowo wyremontowano ten fragment ulicy Piekoszowskiej. Wybudowano również system deszczowy, bez którego rozmywana była sama ulica. Był to pierwszy fragment realizacji przebudowy ulicy Piekoszowskiej od ulicy Grunwaldzkiej do granicy miasta.
Planowana jest budowa nowej wylotówki w kierunku Szczukowskich Górek i dalej Piekoszowa. Miałaby ona odciążyć przede wszystkim ulicę Malików oraz samą ulicę Piekoszowską, która ze względu na swój charakter powinna być drogą lokalną. W planach ma mieć 5,5 km, zaczynać się jako przedłużenie Al. Szajnowicza-Iwanowa, kończyć w okolicy obecnej pętli na Piekoszowskiej oraz być na całej swej długości dwupasmowa. Mimo planów na rozpoczęcie tej inwestycji w latach 2019-2020, w połowie 2023 roku nadal nie rozpoczęto robót.

## Ważniejsze obiekty przy ulicy Piekoszowskiej
- oddział Poczty Polskiej[10]
- targowisko miejskie[11]
- Przedszkole Samorządowe nr 26[12]
- Żłobek Samorządowy nr 5[13]
- Lidl odbudowany w 2021 roku po pożarze z sierpnia 2020 roku[14][15]
- Przychodnia medyczna na południowych Ślichowicach[c][16]
- Parafia św. Hiacynty i Franciszka[17]
- Centrum Zdrowia Psychicznego[18]

## Komunikacja miejska
Ulica Piekoszowska jest bardzo dobrze skomunikowaną ulicą, zwłaszcza na północnym Czarnowie i Osiedlu Pod Dalnią. 21 przystanków znajdujących się na tej ulicy obsługuje 11 linii autobusowych (8, 18, 23, 25, 26, 27, 29, 102, 108, 114, N1).
Ponadto, przy ulicy Piekoszowskiej niedaleko granicy miasta znajduje się pętla autobusowa (od 19 grudnia 2022 roku Piekoszowska, wcześniej Piekoszowska Pętla) do której dojeżdżają autobusy linii 114 oraz niektóre kursy linii 18.